# Lafrênia (gens)
Lafrênia (em latim: Lafrenia, pl. Lafrenii) foi uma família minoritária na história da Roma Antiga. É conhecida apenas por alguns indivíduos, dos quais apenas um era uma figura obteve alguma importância. Alguns indivíduos também eram conhecidos pelo nome Afrânio ao invés de Lafrênio.

## Prenomes
Os principais prenomes entre os Lafrênios foram Tito (Titus) e Públio (Publius) e Caio (Gaius). 

## Membros
- Tito Lafrênio, um dos líderes dos confederados itálicos durante a Guerra Social. Ele e seus aliados derrotaram o legado romano Cneu Pompeu Estrabão, mas ele próprio foi derrotado e morto logo depois. Em muitas fontes seu nome é dado como Tito Afrânio (Afrânio / Afrênio). [1] [2] [3]
- Públio Lafrênio, pai de Caio.
- Caio Lafrênio P. f., encontrado em uma inscrição do bairro de Tibur; foi membro da tribo Ufentina. [4]